# Magic (T-Square)
Magic è il quinto album in studio del gruppo fusion giapponese T-Square, all'epoca ancora conosciuto come The Square, pubblicato il 1º novembre 1981. 
Rispetto al precedente album, Rockoon, Magic vede l'evoluzione della musica della band verso uno stile più rock, soprattutto grazie all'entrata del bassista Toyoyuki Tanaka  in sostituzione di Yuhji Nakamura; inoltre, rispetto a Rockoon, si registra qui anche la sostituzione del batterista, con l'entrata di Eiji Shimizu a fare anche da percussionista.
Nell'album è presente la partecipazione speciale di Tamori, considerato uno dei tre maggiori esponenti della comicità giapponese contemporanea, che presta la sua voce per alcune narrazioni e versi della decima canzone, dove imita la voce dell'attore giapponese Akira Kume, padre del tastierista della band. 

## Tracce
Testi e musiche di Masahiro Andoh, tranne quando indicato.
1. It's Magic – 5:15
2. Chou Chow – 4:09
3. I'll Never Forget You – 3:36
4. Little Mermaid – 4:15
5. Larisa – 4:13 (Masahiro Andoh & Daisake Kume)
6. Chase – 3:06
7. Sunshine Sunshine – 4:12 (Masahiro Andoh & Daisake Kume)
8. Wandering Soldier – 4:28
9. I LUV U – 4:18 (Masahiro Andoh & Daisake Kume)
10. Kawaii Techno – 5:36 (Masahiro Andoh & Daisake Kume)

## Formazione
- Masahiro Andoh – chitarra
- Takeshi Itoh – sassofono contralto, flauto dolce, lyricon e vocoder
- Daisaku Kume – tastiera e sintetizzatore
- Toyoyuki Tanaka – basso acustico
- Eiji Shimizu – batteria, percussioni
- Kiyohiko Yamanami – percussioni in Little Mermaid
- Yuji Mikuri – chitarra in It's Magic, I'll Never Forget You, Wandering Soldier
- Toshihiro Nakanishi – archi in Larisa e Chou Chow